# Bjørg Eva Jensen
Bjørg Eva Jensen (ur. 15 lutego 1960 w Larviku) – norweska łyżwiarka szybka, złota medalistka olimpijska i brązowa medalistka mistrzostw świata.

## Kariera
Największy sukces w karierze Bjørg Eva Jensen osiągnęła w 1980 roku, kiedy zwyciężyła w biegu na 3000 m podczas igrzysk olimpijskich w Lake Placid. W zawodach tych wyprzedziła bezpośrednio Sabine Becker z NRD oraz Amerykankę Beth Heiden. Na tych samych igrzyskach była też między innymi czwarta w biegu na 1500 m, przegrywając walkę o podium z Sabine Becker. W 1980 roku zdobyła ponadto brązowy medal na wielobojowych mistrzostwach świata w Hamar, ulegając jedynie Natalii Pietrusiowej z ZSRR i Beth Heiden. Zdobyła cztery medale mistrzostw świata juniorów, w tym złoty na MŚJ w Assen (1980), srebrne podczas MŚJ w Montrealu (1978) i MŚJ w Grenoble (1979) oraz brązowy na MŚJ w Inzell (1977). Jensen zajmowała również czwartą pozycję podczas MŚ w Helsinkach (1978), MŚ w Hadze (1979) i MŚ w Sainte-Foy (1981) oraz ME w Heerenveen (1981). Kilkakrotnie startowała w zawodach Pucharu Świata, dwukrotnie stając na podium. Pierwszy raz dokonała tego 5 stycznia 1986 roku w Inzell, zwyciężając w biegu na 3000 m. W tej samej miejscowości zajęła też trzecie miejsce na tym dystansie 8 marca 1986 roku. Najlepsze wyniki osiągnęła w sezonie 1985/1986, kiedy była czwarta w klasyfikacji końcowej 3000/5000 m. Wielokrotnie zdobywała tytuły mistrzyni Norwegii.
Na szczeblu krajowym odnosiła sukcesy także w kolarstwie torowym. Jeszcze w 2009 roku zdobywała medale mistrzostw Norwegii, w wieku 49 lat. W 1980 roku została uhonorowana Egebergs Ærespris za osiągnięcia w obu sportach.
Ustanowiła dwa rekordy świata.

### Mistrzostwa świata
- Mistrzostwa świata w wieloboju
  - brąz – 1980